# Marija Jefrosinina
Marija Oleksandrivna Jefrosinina, detta Maša (in ucraino Марія Олександрівна Єфросініна?; Kerč', 25 maggio 1979), è una conduttrice televisiva ucraina.

## Biografia
Nata a Kerč', nell'allora Unione Sovietica, dopo aver concluso gli studi superiore con una medaglia d'oro si iscrisse al dipartimento di lingue straniere dell'Università Nazionale di Kiev Taras Ševčenko, laureandosi come interprete in inglese e spagnolo.
Nel 2005 ha co-condotto l'Eurovision Song Contest 2005 di Kiev con Pavlo Šyl'ko, mentre nel 2012 ha co-condotto il Campionato europeo di calcio.
Nel 2018 è stata nominata ambasciatrice di buona volontà per il Fondo delle Nazioni Unite per la popolazione.

## Televisione
- Eurovision Song Contest (NTU/Eurovisione, 2005)
- Fabryka zirok. Superfinal (Novyj Kanal, 2010)
- Fabryka zirok (Novyj Kanal, 2011)
- ShowMustGoOn (Novyj Kanal, 2012-presente)
- Tanci z zirkamy (1+1, 2018)